# Хелминтофобија
Хелминтофобија, сколецифобија или вермифобија је страх од црви, поготово паразитских. Разне ствари могу бити стимуланси ове фобије, као на пример када неко види црва или било шта што подсећа на црва. Као и код било које фобије, симптоми се разликују у зависности од нивоа страха. Симптоми обично укључују екстремну анксиозност, страх и све што је повезано са паником као што су кратко уздисање, брзо дисање, неправилни откуцаји срца, прекомерно знојење, мучнина, сува уста, мучнина, неспособност артикулисања ријечи или реченица и дрхтавица. 
Опште је прихваћено да фобије настају из комбинације трауматичних догађаја и унутрашњих предиспозиција (генетика). Многе специфичне фобије могу се пратити уназад до тренутка појаве, што је углавном неко трауматично искуство у раном узрасту.